# Schilderia achatidea
Porcelaine agate
Espèce
Synonymes
- Cypraea achatidea inopinata Schilder, 1939[1]
- Cypraea achatidea var. auricoma Crosse, 1897[1]
- Cypraea achatidea var. bifasciata Hidalgo, 1906[1]
- Cypraea achatidea var. efasciata Pallary, 1900[1]
- Cypraea achatidea var. elongata Pallary, 1900[1]
- Cypraea achatidea var. globosa Pallary, 1900[1]
- Cypraea achatidea var. lineata Pallary, 1900[1]
- Cypraea achatidea var. major Pallary, 1900[1]
- Cypraea achatidea var. minor Pallary, 1900[1]
- Cypraea achatidea var. nana Crosse, 1897[1]
- Cypraea achatidea var. oranica Crosse, 1897[1]
- Cypraea achatidea var. physoides Monterosato, 1897[1]
- Cypraea achatidea var. punctata Pallary, 1900[1]
- Cypraea achatidea var. quadrifasciata Hidalgo, 1906[1]
- Cypraea achatidea var. trifasciata Hidalgo, 1906[1]
- Cypraea achatidea Gray in G. B. Sowerby I, 1837[1]
- Cypraea grayi Kiener, 1844[1]
- Schilderia achatidea longinqua Schilder & Schilder, 1938[1]

Schilderia achatidea, communément appelé Porcelaine agate, est une espèce de mollusques gastéropodes de la famille des Cypraeidae. C'est un beau coquillage à la face dorsale finement mouchetée de brun tandis que la base, souvent immaculée, reste d’un beau blanc crème. Cette espèce peut mesurer jusqu'à 50 mm.

## Répartition

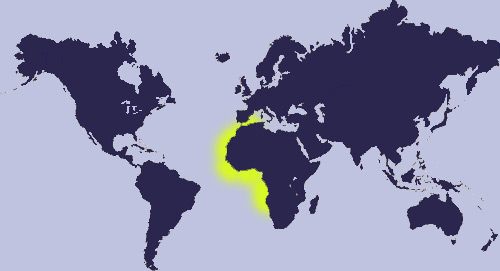
Répartition de Schilderia Achatidea

Schilderia achatidea se rencontre dans l’ouest de la mer Méditerranée et sur les côtes de l’Afrique de l'Ouest.

## Liste des sous-espèces
Selon World Register of Marine Species (9 décembre 2018) :
- sous-espèce Schilderia achatidea achatidea (Gray in G. B. Sowerby I, 1837)

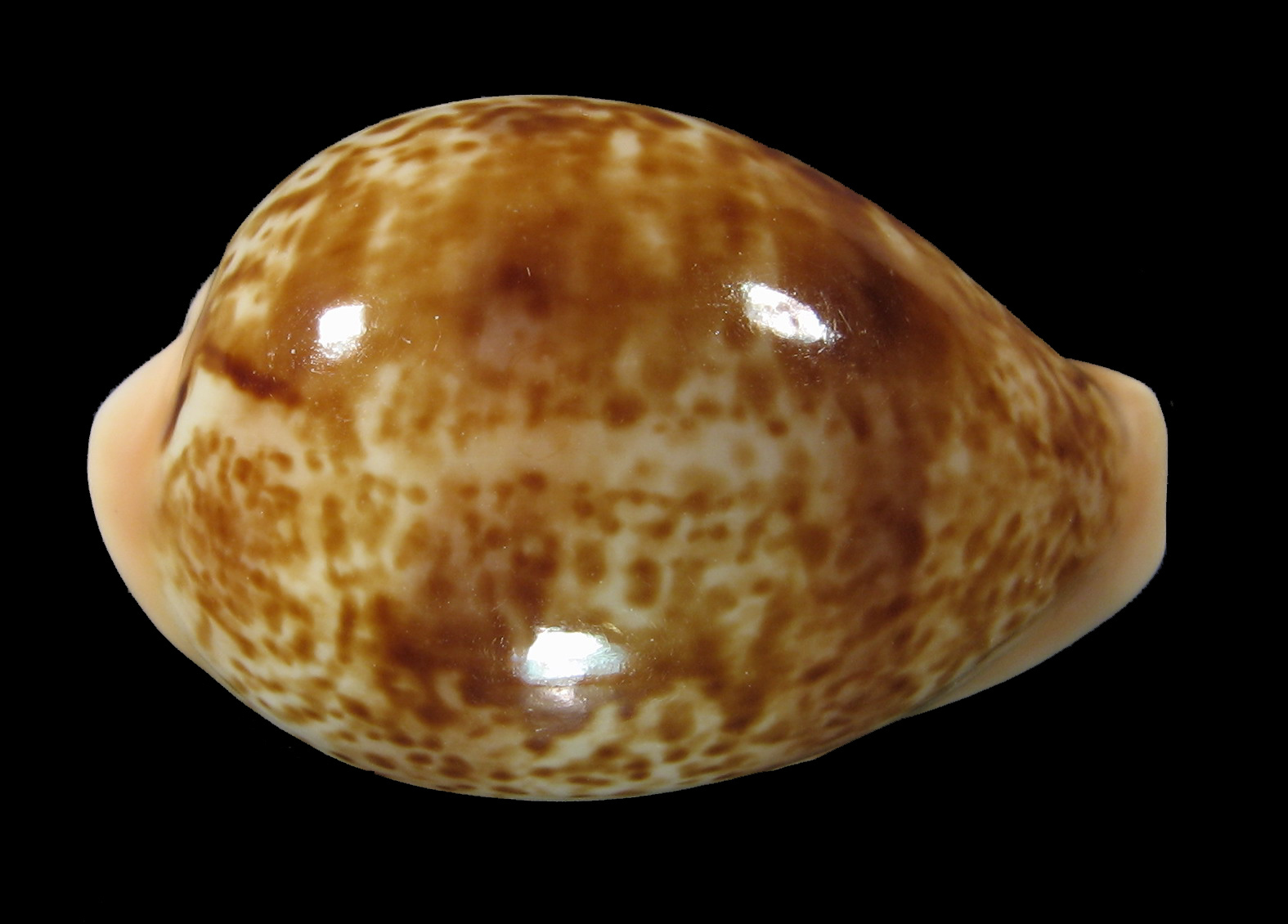
Schilderia achatidea inopinata.

- sous-espèce Schilderia achatidea inopinata Schilder, 1930 - côtes du Sénégal et de la Guinée-Bissau - taille maximale 35 mm
- sous-espèce Schilderia achatidea verdensis Lorenz, 2017